# Glossotrophia africana
Glossotrophia africana är en fjärilsart som beskrevs av Hausmann 1993. Glossotrophia africana ingår i släktet Glossotrophia och familjen mätare. Inga underarter finns listade i Catalogue of Life.